# Milpa Blanca
Milpa Blanca är en ort i Mexiko.   Den ligger i kommunen Tierra Blanca och delstaten Guanajuato, i den centrala delen av landet, 210 km nordväst om huvudstaden Mexico City. Milpa Blanca ligger 1 794 meter över havet och antalet invånare är 217.
Terrängen runt Milpa Blanca är kuperad. Runt Milpa Blanca är det ganska glesbefolkat, med 34 invånare per kvadratkilometer. Närmaste större samhälle är Doctor Mora, 18,4 km väster om Milpa Blanca. Trakten runt Milpa Blanca består i huvudsak av gräsmarker.